# Шимківці (Тернопільський район)
Ши́мківці — село в Україні, у Збаразькій міській громаді Тернопільського району Тернопільської області. Розташоване на річці Гнізна, на півночі району. До 2015 центр сільради, якій було підпорядковане село Решнівка та хутори Бабії та Діброва. До Шимковець приєднано хутори Бабії та Діброва.
Населення — 658 осіб (2007).
Відеоролик з оглядом села :  https://youtu.be/cdOK2XNQxDY?si=EbEt4nkWrnfSD8iY

## Історія
Поблизу Шимковець виявлено археологічні пам'ятки черняхівської і давньоруської культур.
Перша писемна згадка - 9 липня 1463 року. У Луцьку три брати – Василь, Семен і Солтан Васильовичі, «отчині і дідичі Збаразькі» (сини князя Василя Федоровича Несвізького) офіційно поділили батьківські маєтки. У цьому документі перераховано переважно більшість сіл, що відійшли князям.
Зокрема, Семену Васильовичу – містечко Колодно і села Добриводи, Іванчани, Новики, Олишківці, Гніздичне, Шимківці, Глубичок та інші села. Процитований документ зберігається в архіві князів Любартовичів Сангушків у Славуті (Archiwum książąt Lubartowiczow Sanguszkow w Sławucie. T.1 1366-1506. S.53).
У 1518 році, після смерті Марії Семенівни Несвицької-Рівненської, дружини тоді вже покійного Семена Васильовича, їхня внучка, Анна-Тетяна Гольшанська, вносить Шимківці разом з іншими селами до власності свого чоловіка, князя Костянтина Івановича Острозького. За даними «Словника географічного Королівства Польського» («СГКП»), 4 травня 1518 року король Сигізмунд I Старий підтвердив права князя Костянтина Острозького на володіння Шимківці та іншими селами, отриманими як спадок бабці його першої дружини.
Діяли «Просвіта» й інші товариства.
У травні 1919 на хуторі Бабії перебував Симон Петлюра.
1 жовтня 1933 року утворено ґміну Колодне Кременецького повіту і село включено до неї.
У грудні 1999 згоріла церква (1868, дерев.).http://www.derev.org.ua/tern/shymkivci.htm
З вересня 2015 року і до червня 2020 року Шимківці входили у склад Колодненської сільської громади.
12 червня 2020 року, відповідно до Розпорядження Кабінету Міністрів України від  № 724-р «Про визначення адміністративних центрів та затвердження територій територіальних громад Тернопільської області», село увійшло до складу Збаразької міської громади.
19 липня 2020 року, в результаті адміністративно-територіальної реформи та ліквідації Збаразького району, село увійшло до складу новоутвореного Тернопільського району.

## Пам'ятки
Є церква св. Великомучениці Параскевії (2005, мурована).https://1ua.com.ua/nf7145168
Споруджено пам'ятник воїнам-односельцям, полеглим у німецько-радянській війні (1971).https://1ua.com.ua/nf7523688

## Соціальна сфера
Працюють ЗОШ І-ІІ ст (60-70 учнів)., Будинок культури, бібліотека, ФАП, дошкільний заклад «Сонечко», ПП «Західний Буг», торговельний заклад «Теко».

## Відомі мешканці

### Уродженці
- Дорошков Микола Олександрович — солдат Збройних сил України, кавалер ордена «За мужність» III ступеня.

## Галерея

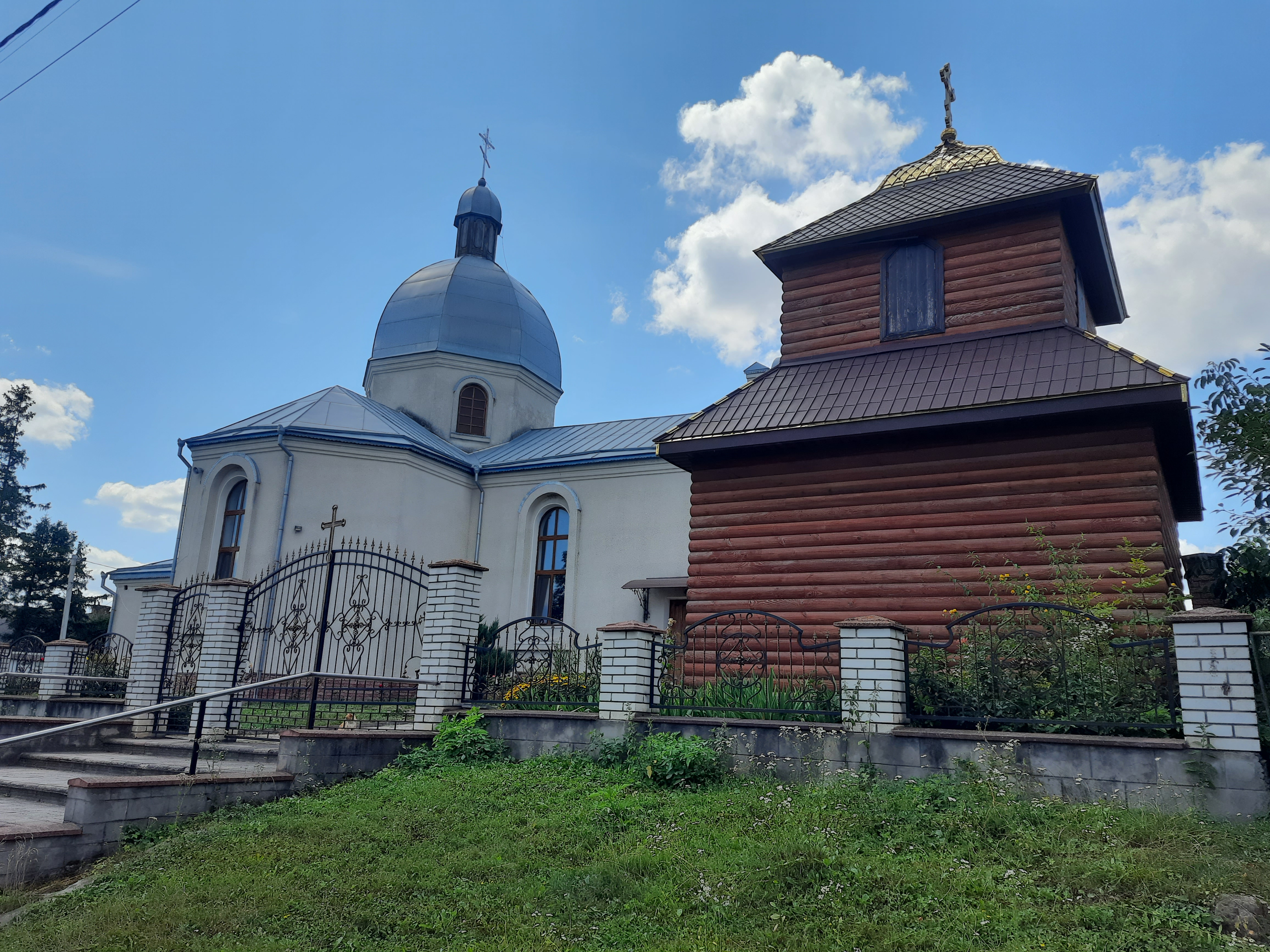
Церква Святої Великомучениці Параскеви П'ятниці
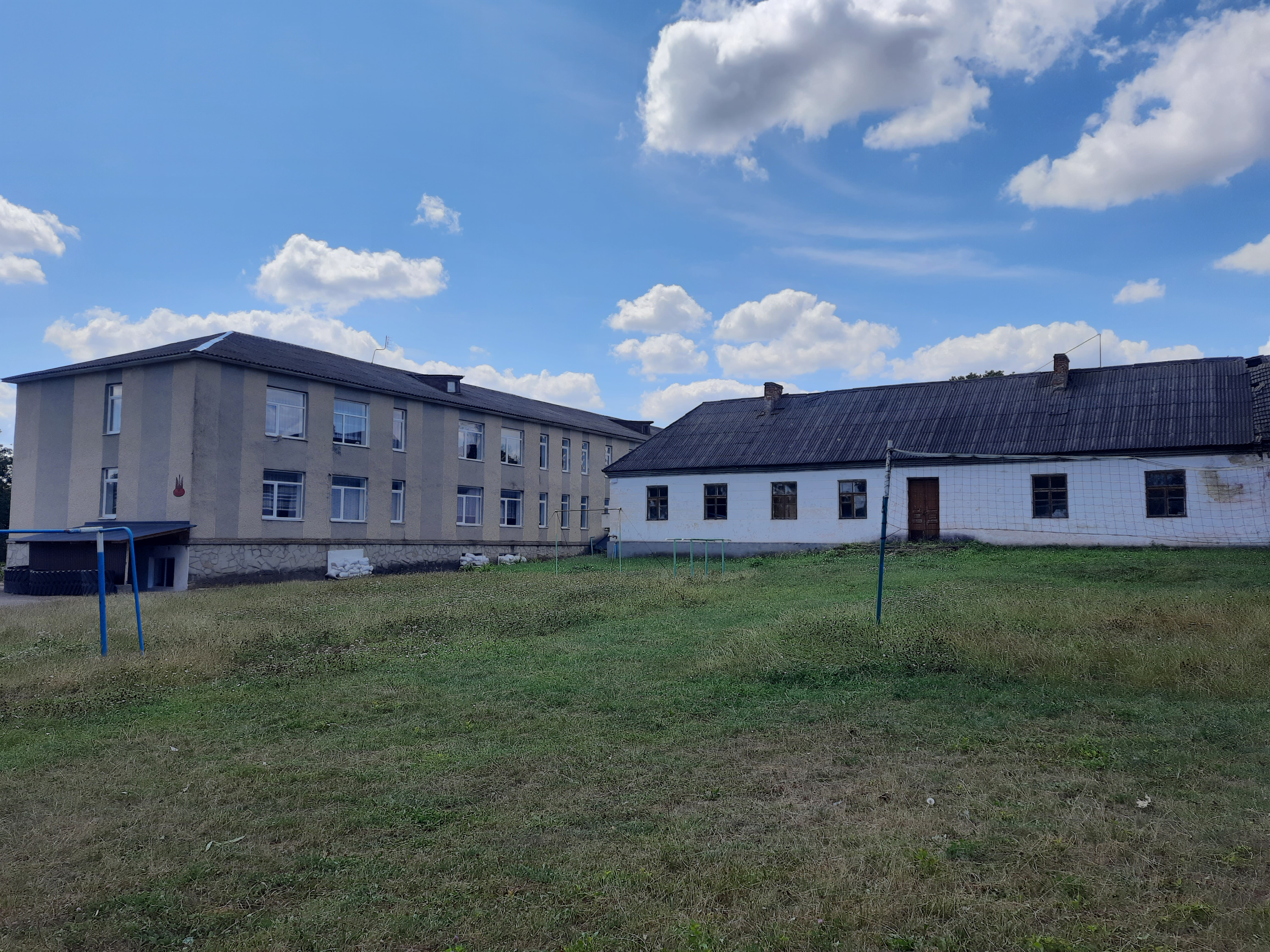
Школа
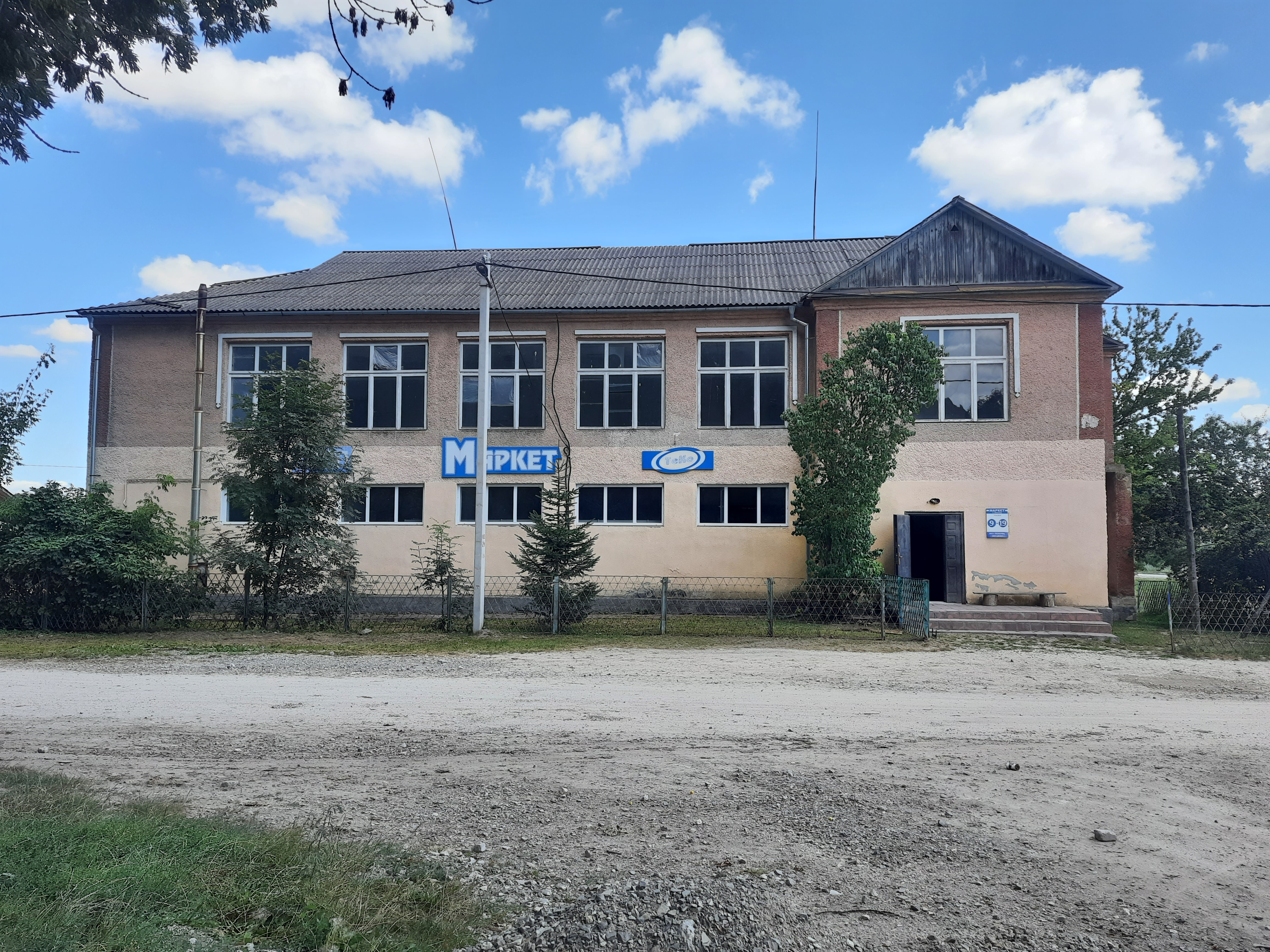
Крамниця
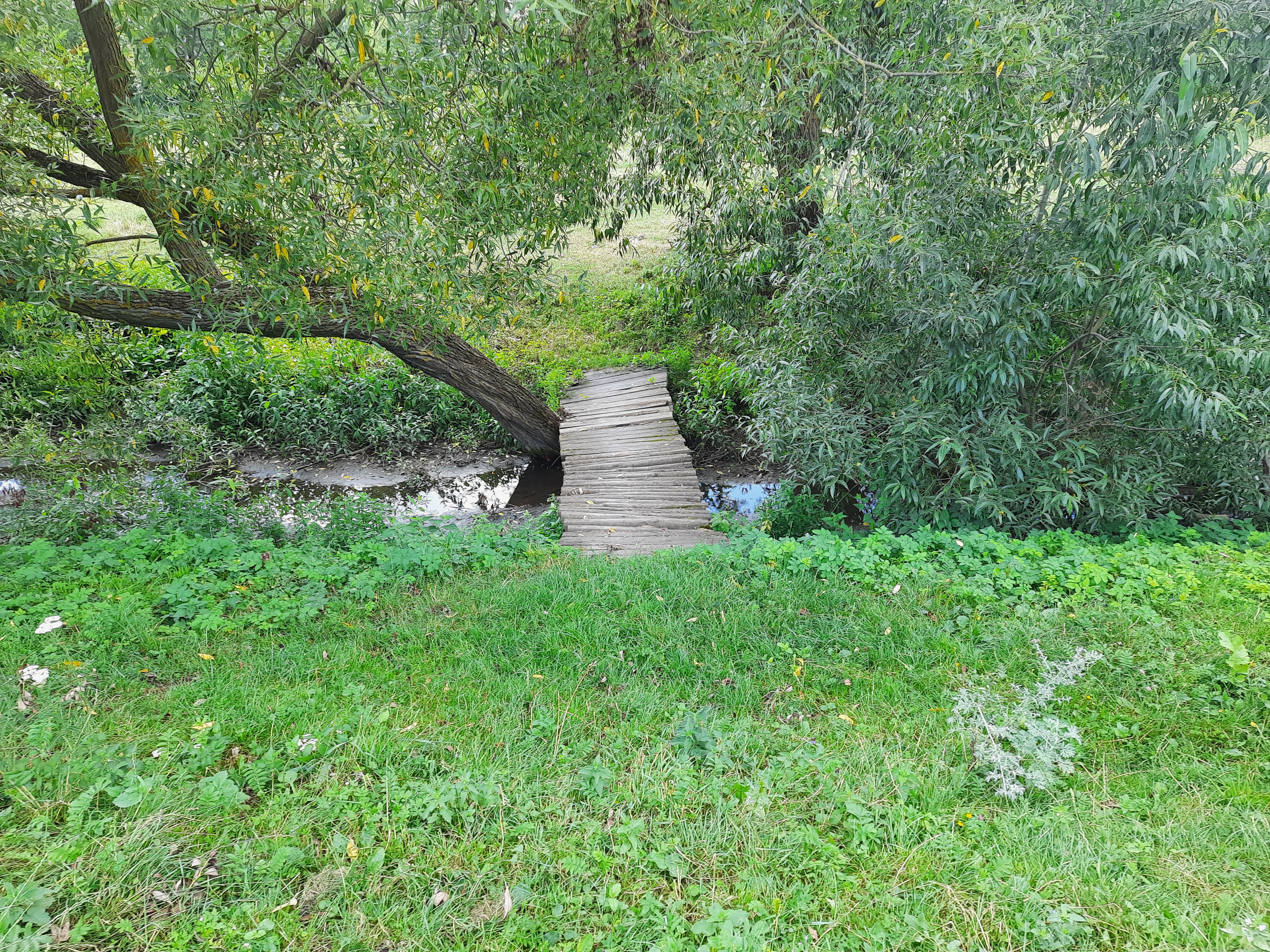
Сільський пейзаж
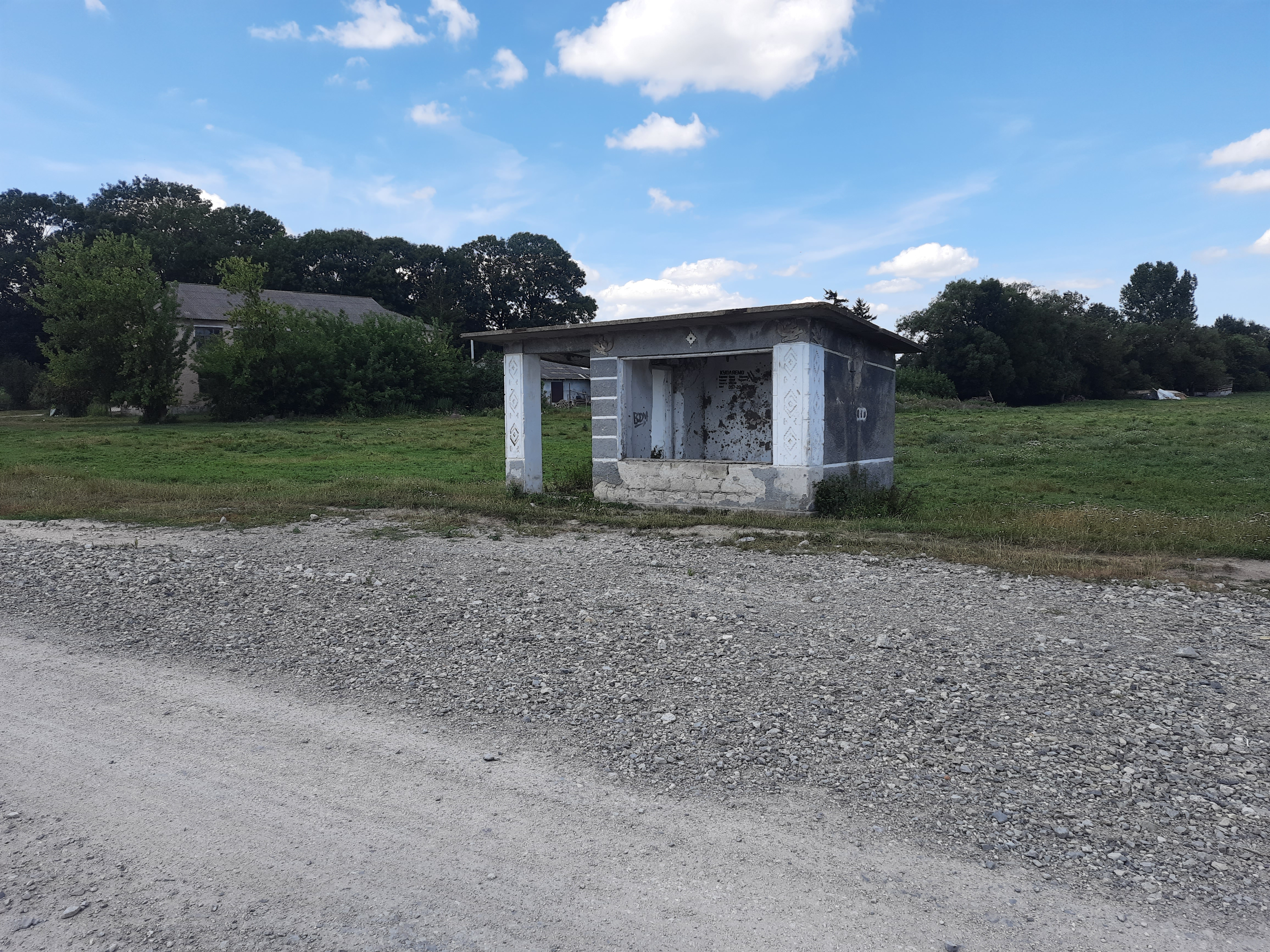
Автобусна зупинка